# Дон Жуан із Жашкова
«Дон Жуан із Жашкова» — український комедійний фільм 2024 року режисера Віктора Бутка.

## Опис
Фільм за однойменною п'єсою Оксани Гриценко.
Женя Горобчик — київський фотограф родом із Жашкова, якого дуже люблять жінки. Він шукає роботу, але випадково знаходить нове кохання. Але у Жені вже є дружина і син, а ще колишня дружина і купа проблем. Він розривається між ними й вирішує, що краще вже під поїзд, ніж так далі.

## Зйомки
«Дон Жуан із Жашкова» став одним із найдорожчих фільмів, на які Держкіно виділило кошти у 2020. ТОВ «Kristi Films» отримало на художній фільм 24,90 млн грн.
На бюджет вплинули експедиції до Карпат, де було багато недешевих зйомок на вершинах гір.
Також на бюджеті значно позначилося те, що основні події фільму відбуваються взимку, в різдвяний період, і під час зйомок у березні та квітні, творцям доводилося «засніжувати» всю натуру штучно, імітуючи холодну зиму.

## У ролях
| Актор             | Роль           |
| ----------------- | -------------- |
| Слава Бабенков    | Женя Горобчик  |
| Даяна Кульбіда    | Мирося         |
| Надія Мейхер      | Анжела         |
| Роман Ясіновський | Антон          |
| Владислав Балюк   | Костя          |
| Наталка Кобізька  | Галя           |
| Антоніна Хижняк   | Аліна          |
| Михайло Хома      | Мольфар        |
| Максим Максимюк   | Толік          |
| Олександр Іванов  | Слава          |
| Артем Мартинішин  |                |
| Роб Фельдман      | Рональд Міллер |
| Олег Карпенко     | Дональд        |
| Олег Шушпанніков  |                |